# Héctor Sabatino Cardelli
Héctor Sabatino Cardelli (ur. 30 sierpnia 1941 w Godoy, zm. 7 listopada 2022 w Rosario) – argentyński duchowny rzymskokatolicki, w latach 2004–2016 biskup San Nicolás de los Arroyos.

## Życiorys
Święcenia kapłańskie przyjął 21 września 1968 i został inkardynowany do archidiecezji Rosario. Po święceniach został profesorem archidiecezjalnych seminariów, zaś w 1976 został proboszczem i kapelanem szpitalnym. Od 1993 delegat biskupi ds. katechezy.
13 maja 1995 został mianowany biskupem pomocniczym Rosario ze stolicą tytularną Furnos Maior. Sakrę biskupią otrzymał w Rosario 14 lipca 1995. 2 maja 1998 został mianowany biskupem Concordia, rządy w diecezji objął 4 lipca. 21 lutego 2004 został mianowany biskupem San Nicolás de los Arroyos (ingres odbył 1 maja 2004). 21 września 2016 przeszedł na emeryturę.